# Festung Lovrijenac

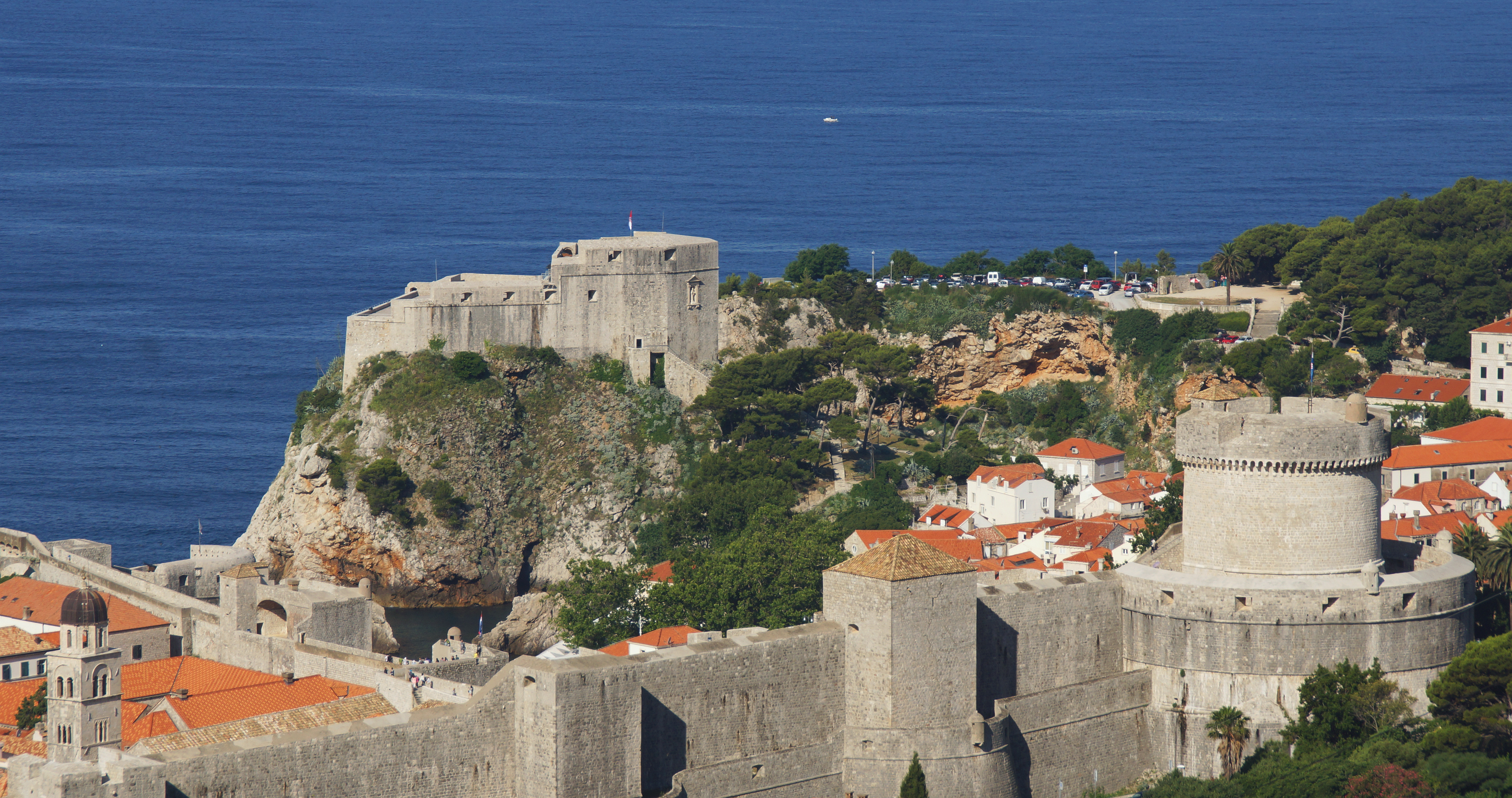
Blick über die Stadtmauer von Dubrovnik auf den vorgelagerten Felsen mit der Festung Lovrijenac

Die Festung Lovrijenac (kroatisch Tvrđava Lovrijenac) aus dem 14. bis 16. Jahrhundert in der kroatischen Stadt Dubrovnik (früher Ragusa bzw. Republik Ragusa) ist eine mächtige Befestigungsanlage am Rande der Altstadt von Dubrovnik auf einem hohen Felsen, der bei der Verteidigung der Stadt in der Vergangenheit eine große Rolle zukam.

## Geschichte
Die Festung wurde bereits im 11. Jahrhundert im Westen der Stadt außerhalb der Stadtmauer angelegt. Einige Quellen datieren dies in das Jahr 1018 beziehungsweise 1038, wonach die Festung in nur drei Monaten aufgebaut werden sollte. Die erste Erwähnung des Bauwerks erscheint allerdings erst zwei Jahrhunderte später (1301), als der Kommandant der Festung gewählt wurde. Berichten zufolge wurde die Festung (als Antwort auf ein Vorhaben Venedigs) ausgerechnet an derselben Stelle erbaut, wo Venedig ebenfalls eine Festung mit feindlichen Absichten errichten wollte. Die Festung Lovrijenac sollte nun die Stadt Dubrovnik gegen feindliche Angriffe von See wie vom Lande her schützen.
Während der Bau im 14. Jahrhundert Gestalt annahm, kam es im 15. und 16. Jahrhundert zu verschiedenen Rekonstruktionen, an denen insbesondere der damalige Baumeister I. K. Zanchi aus Pesaro beteiligt war. Einige Reparaturen wurden nach dem Erdbeben von 1667 notwendig.

## Ausstattung der Festung
Die Festung, die wegen ihrer dreieckförmigen, spitzen Form den Beinamen „Gibraltar von Dubrovnik“ erhielt, wurde auf einem 37 Meter hohen Felsen im Westen der Altstadt erbaut. Der Grundriss der Festung entspricht der Form des Felsens. Die breiteste Fläche der Festungsmauer ist der unweit liegenden Festung Bokar zugewandt und diente früher der Verteidigung des kleinen Hafens Kolorina. Die Höhe der Festung ist nicht einheitlich, sodass das Innere aus drei Terrassen besteht, alle mit einer Brustwehr ausgestattet. Ganz im Inneren befindet sich ein viereckiger Hof mit großen Gewölben.

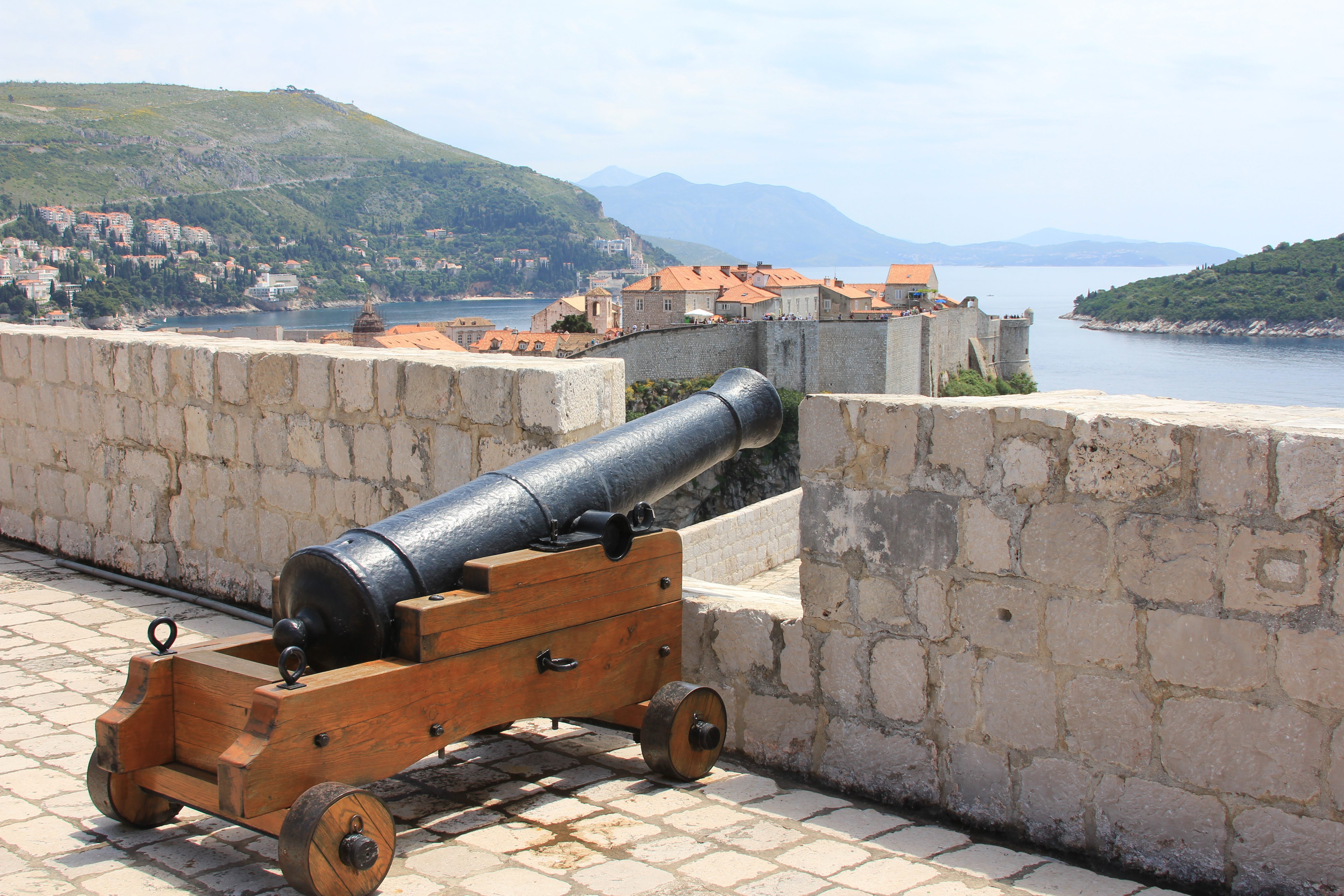
Eine Kanone auf der Festungsmauer

Die Festung verfügte über zehn teils große Kanonen, die Besatzung bestand aus 25 Soldaten und dem Kommandanten. Die Mauer beziehungsweise die Außenwände waren bis zu zwölf Meter dick, die der Altstadt zugewandte Seite war jedoch nur 60 Zentimeter dick. Eine Bedrohung für die Stadt waren nicht nur feindliche Attacken von außen, sondern auch eine mögliche Meuterei des Festungskommandanten. Die dünnen Wände hätten dann mit den Kanonengeschützen der Festung Bokar leichter zerstört werden können. Aus dem gleichen Grunde wurde der Kommandant immer aus den Adligen der Stadt und nur für einen Monat gewählt.

## Trivia
Auf dem Torbogen des Haupteingangs zu der Festung steht der Spruch Non Bene Pro Toto Libertas Venditur Auro (deutsch: „Für kein Geld der Welt verkaufen wir unsere Freiheit“), der später zum Wahlspruch der Stadt Dubrovnik wurde. Der Spruch wird zwar gelegentlich dem Festungsbauer beziehungsweise einem kroatischen Dichter zugeschrieben, soll jedoch auf eine Fabel von Äsop zurückzuführen sein.
Wegen günstiger architektonischer Eigenschaften wie auch der atmosphärischen Gesamtwirkung wurde die Festung zur Bühne der Dubrovniker Sommerfestspiele (Dubrovačke ljetne igre) ausgewählt, die seit den 1950er-Jahren dort stattfinden.